# Ulrich Drobnig
Ulrich Drobnig (* 25. November 1928 in Lüneburg; † 2. März 2022 in Hamburg) war ein deutscher Rechtswissenschaftler.

## Leben
Drobnig wurde 1959 an der Universität Hamburg promoviert und erwarb im gleichen Jahr den Grad eines Master in vergleichende Rechtswissenschaft an der New York University. Ab 1963 lehrte er an der University of Chicago Law School. Von 1975 bis 1997 war er Professor an der Universität Hamburg. Von 1979 bis 1996 war er Direktor am Max-Planck-Instituts für ausländisches und internationales Privatrecht in Hamburg.

## Ehrungen und Auszeichnungen
- Ehrenmitglied der International Academy of Comparative Law
- 1994: Ehrendoktorwürde der Universität Basel
- 1995: Ehrendoktorwürde der Loránd-Eötvös-Universität, Budapest
- 1997: Ehrendoktorwürde der Universität Osnabrück
- 1997: Verdienstorden der Bundesrepublik Deutschland (Verdienstkreuz 1. Klasse)